# Yorsh
Yorsh, jorš (z ruského ëрш, pojmenování ryby "ježdík"), jiným názvem bílý medvěd, je alkoholický koktejl vzniklý smícháním vodky a piva. Díky přítomnosti oxidu uhličitého v pivě dochází k rychlejšímu vstřebávání alkoholu než při konzumaci vodky či piva samostatně a tím i k zrychlení jeho působení. Další variací je polární medvěd, kdy je s vodkou mícháno šumivé víno a hnědý medvěd, který je kombinací s Coca-Colou.

## Druhy přípravy

### Klasická
Do půllitru se nalije kvalitní pivo, nejlépe se silnější chutí chmele pro utlumení chuti vodky, a přidá se 30–60 ml vodky.

### Cesta od hnědého medvěda k bílému a nazpět
Začíná se s půllitrem piva, následně se po doušku upije a do původního objemu se doplní vodkou. Takto se pokračuje do doby, kdy je obsah čirý a je tak možné spatřit bílého medvěda. Následně se opět po doušcích dolévá pivo. Dle ruského přísloví se mnozí setkali s bílým medvědem, ale návrat hnědého uvidí jen ti silní.

### Mexický Yorsh (Mexická smrt)
Vzniká smícháním 33 ml tequily a 330 ml mexického piva Corona Extra. 

### Cryo-Yorsh
V tomto případě se koktejl připraví přidáním několika zmražených kostek vodky do sklenice piva. Zmraženou vodku lze nejlépe připravit ve formě na klasický led, přičemž se polévá tekutým dusíkem. Je třeba dát pozor na poměr piva a kostek vodky, aby nedošlo k zamrznutí celého nápoje.